# Leinefår
Leinefår är en förädlad tysk lantras av tamfår, vars avelsområde har legat i provinsen Hannover och angränsande trakter.
Leinefår är obehornade, vithuvade, lång- och glansulliga.